# Daniel Ziblatt
Daniel Ziblatt (nascido em 1972) é um cientista político americano, professor Eaton de Ciência Governamental na Universidade Harvard desde 2018.

## Formação acadêmica
Ziblatt é bacharel em Estudos Alemães e Política pelo Pomona College e doutor em Ciência Política pela UC Berkeley.

## Pesquisa
Em 2018, Ziblatt publicou "Como as democracias morrem" com seu colega acadêmico de Harvard, Steven Levitsky. O livro examina as condições que podem levar as democracias ao colapso a partir de dentro, e não devido a eventos externos, como golpes militares ou invasões estrangeiras. "Como as Democracias Morrem" recebeu muitos elogios. O livro permaneceu algumas semanas na lista de mais vendidos do The New York Times e seis semanas na lista de mais vendidos de não ficção do semanário alemão Der Spiegel.
O livro foi reconhecido como um dos melhores livros de não ficção em 2018, pelo The Washington Post, Time e Foreign Affairs.

## Publicações

### Livros
- Tyranny of the Minority: Why American Democracy Reached the Breaking Point, com Steven Levitsky, (Crown, 2023, ISBN 978-0-593-44307-1)
- How Democracies Die, com Steven Levitsky, (Crown, 2018, ISBN 9780525574538) – NDR Kultur Sachbuchpreis 2018; Goldsmith Book Prize 2019
- Conservative Parties and the Birth of Democracy, (Cambridge: Cambridge University Press, 2017, ISBN 9781107001626)[5]
- Structuring the State: The Formation of Italy and Germany and the Puzzle of Federalism, (Princeton: Princeton University Press, 2006, ISBN 9780691121673)